# AD 콘피안사

아소시아상 지스포르치바 콘피안사는 브라질의 축구단으로 세르지피주의 아라카주를 연고로 한다. 현재 캄페오나투 브라질레이루 세리에 C에 참가하고 있다.

## 선수 명단

### 현역
참고: FIFA 자격 규정에 따라 소속된 국가대표팀 국기를 표시합니다. 선수는 복수의 FIFA 비회원국 국적을 가지고 있을 수 있습니다.
| 번호 | 포지션 | 국적     | 이름          |
| ---- | ------ | -------- | ------------- |
| -    | DF     | 파라과이 | 네리 바레이로 |

| 번호 | 포지션 | 국적 | 이름            |
| ---- | ------ | ---- | --------------- |
| -    | FW     |      | 윌리안스 산타나 |